# 西貢將軍澳政府綜合大樓

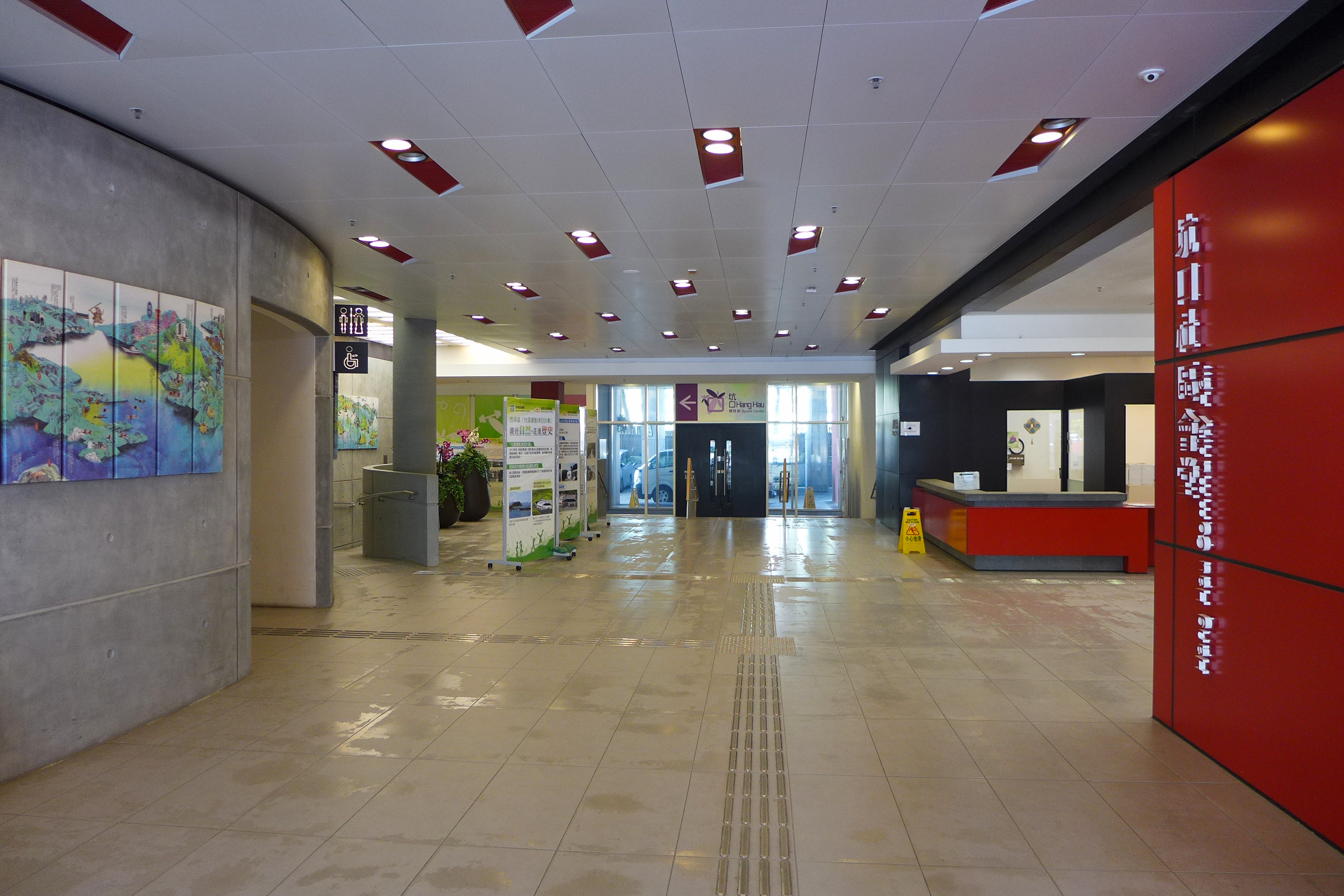
坑口社區會堂大堂

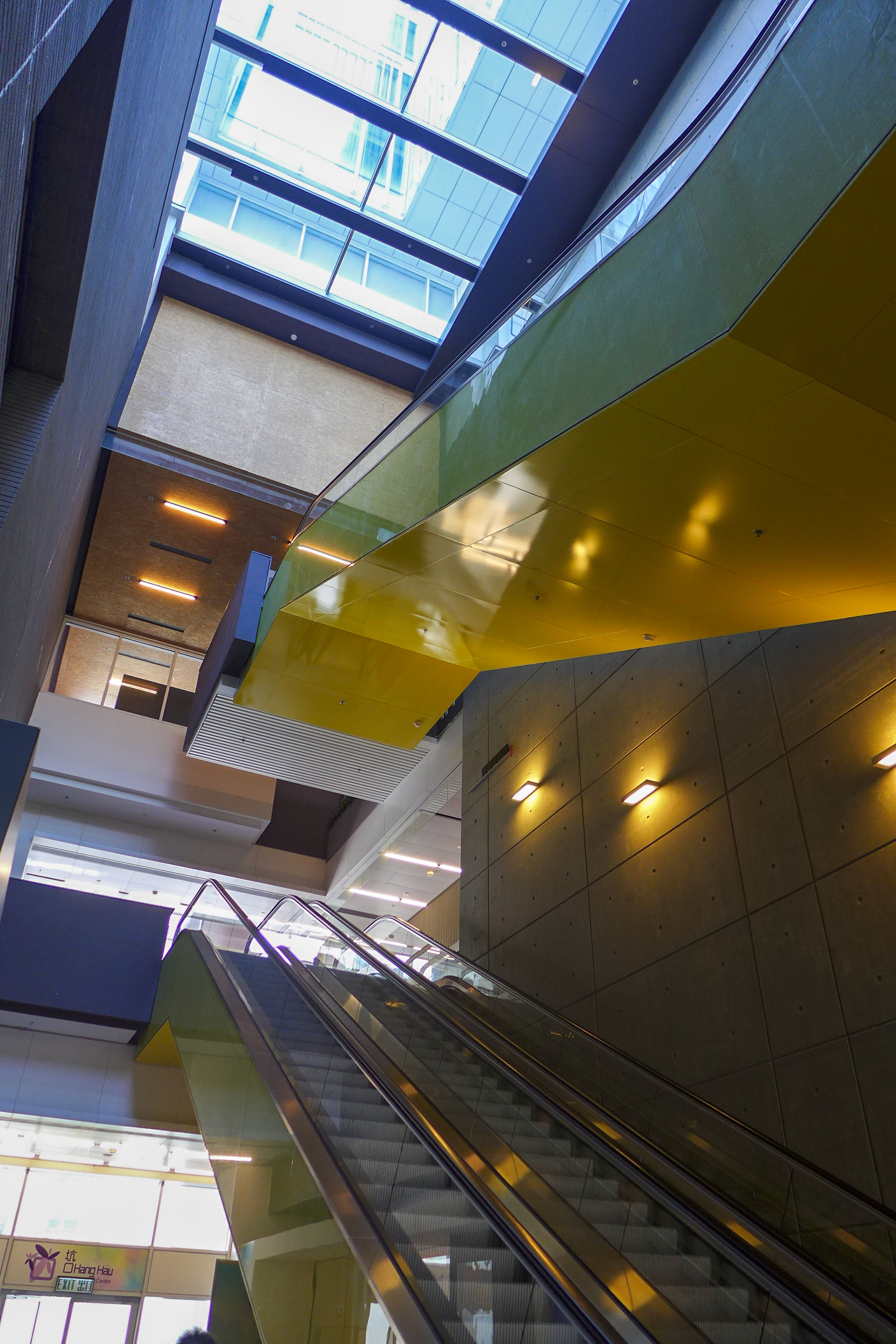
坑口體育館中庭

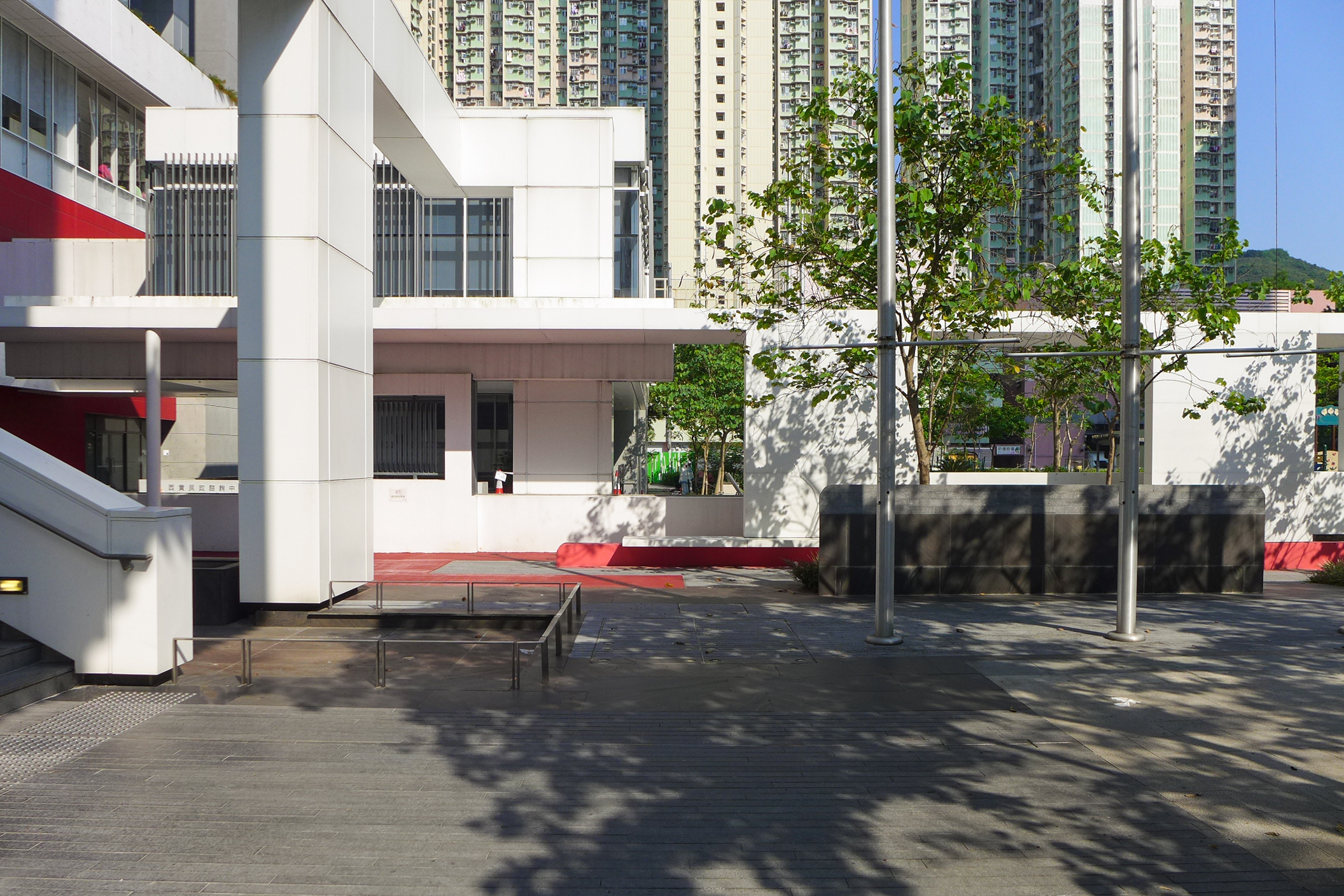
大樓地面利用黑白作為主要外牆，以白色佔多

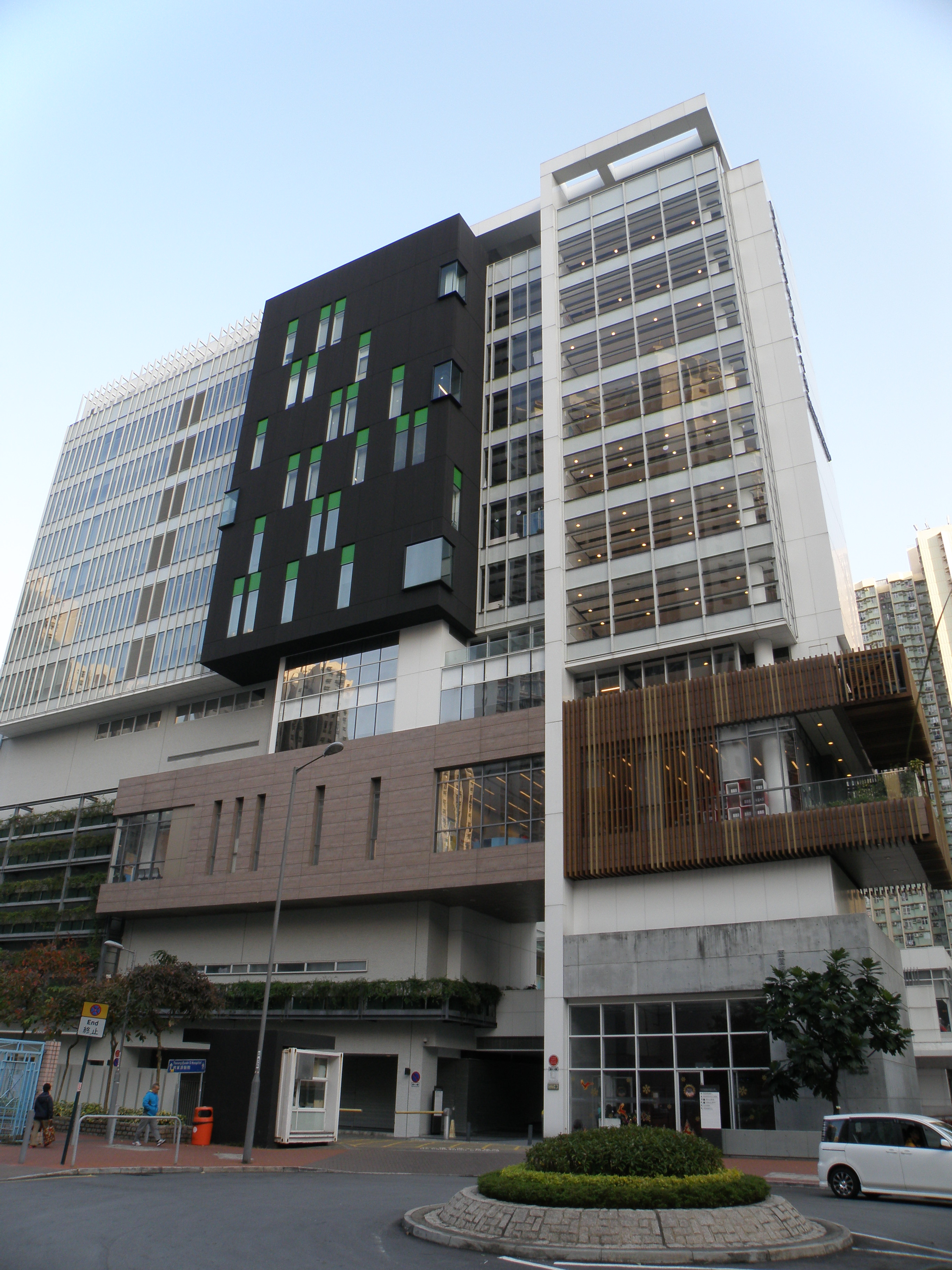
大樓西面

西貢將軍澳政府綜合大樓（又稱：西貢將軍澳政府綜合廣場），是香港一座多用途的市政建築，位於西貢區將軍澳坑口培成路38號，毗鄰厚德邨、寶寧路健康中心及將軍澳醫院，樓高10層，總高度約53米，約佔地約6,000平方米，大樓內設政府部門辦事處（包括西貢民政事務處、西貢區議會秘書處、西貢區康樂事務辦事處及西貢區環境衞生辦事處等），以及坑口社區會堂（英語：Hang Hau Community Hall）、坑口體育館及民政諮詢中心。
綜合大樓於2008年9月動工，2011年5月整體竣工，會堂、體育館及諮詢服務中心於同年12月起陸續開放；綜合大樓則於2012年7月6日由民政事務局局長曾德成主持開幕典禮。大樓分別由康文署、食物環境衛生署和西貢民政事務處管理。
至於位於綜合大樓地下的坑口社區會堂，則設有一個約400平方米的禮堂及舞台、舞台會議室、會議室和化妝間等設施。會堂亦設有無障礙通道設施，方便有需要人士使用。連同綜合大樓內各項設施，現時西貢將軍澳區共有六間社區會堂，一間社區中心及四間體育館。

## 設計
計劃名稱為將軍澳第44區綜合大樓，由香港特別行政區政府建築署設計。
由於大樓由不同部門管理，而部門間職責不同，建築師最初也不容易想出甚麼設計概念將各部門放在一起，最後從顏色方面入手：以黑白概念，利用黑白作為主要外牆，並以白色佔多，所以許多市民稱呼「西貢將軍澳政府綜合廣場」。民政事務處以紅色為外牆主調，此源於傳統的大戲，象徵以前居民聚一起看戲。另外，大樓外牆和屋面均已作綠化。

## 設施
| 康樂設施     | - 坑口體育館（1-3樓） - 室內多用途運動場（可以用以舉辦羽毛球、排球及籃球等運動活動，運動場可以容納1,200名觀眾） - 多用途活動室 - 乒乓球室 - 健身室（有37套先進健身器材） - 兒童遊戲室 - 室內緩跑徑（長150米） - 健體資訊閣   |
| 文娛設施     | - 民政事務總署－－坑口社區會堂（地下） - 禮堂連舞台（約400平方米，設有無障礙設施） - 化妝室 - 舞台會議室 - 會議室 |
| 政府機構設施 | - 康樂及文化事務署 - 西貢區康樂事務辦事處（9-10樓） - 食物環境衛生署 - 西貢區環境衛生辦事處（7-8樓） - 民政事務總署 - 西貢民政事務處（4-6樓） - 西貢區議會秘書處（4樓） - 西貢區議會會議室（3樓） - 西貢民政諮詢中心（地下） |

## 鄰近
- 港鐵坑口站
- 坑口（北）巴士總站
- 將軍澳醫院
- 培成花園
- TKO Gateway
- 厚德街市
- 明德邨
- 和明苑
- 煜明苑
- 厚德邨
- 裕明苑
- 樂頤居
- 富寧花園
- 東港城
- 蔚藍灣畔

## 獎項
西貢將軍澳政府綜合大樓獲得香港建築師學會2012年年獎優異獎及建築署2012周年大獎優異獎。

## 外部連結
- 立法會工務小組委員會 - 將軍澳第44區綜合大樓 （页面存档备份，存于）
- 將軍澳第44區綜合大樓設計 （页面存档备份，存于）
- 西貢民政事務處開放時間